# Tòa án Liên bang Đức
Tòa án Liên bang tại Đức (tiếng Đức: Bundesgerichte) được thành lập theo Luật Liên bang. Theo điều 92 Hiến pháp Đức, quyền lực tư pháp được thực thi bởi Tòa án Hiến pháp, các tòa án liên bang được quy định trong Luật Cơ bản và các tòa án của Bang (Landesgerichte).
Các Tòa án Liên bang bao gồm:
- Tòa án liên bang tối cao
- Tòa án Hành chính Liên bang
- Tòa án Tài chính Liên bang
- Tòa án Lao động Liên bang
- Tòa án Xã hội Liên bang

Ngoài ra còn có các tòa án được lập theo điều 96 Hiến pháp Đức:
- Tòa án Bằng sáng chế Liên bang, Tòa án liên bang về các vấn đề liên quan đến quyền sở hữu công nghiệp.
- Truppendienstgericht Nord và Truppendienstgericht Süd, Tòa án Liên bang về tội phạm quân sự cho các lực lượng vũ trang.

Được sự đồng ý của Thượng viện, một luật liên bang có thể quy định rằng các tòa án của các Bang thực hiện thẩm quyền tư pháp liên bang về tố tụng hình sự trong các vấn đề sau đây: 
1. Tội diệt chủng;
2. Tội ác chống nhân loại theo luật hình sự quốc tế;
3. Tội phạm chiến tranh;
4. Các hành vi nhắm tới và thực hiện với ý định làm xáo trộn quan hệ hòa bình giữa các quốc gia (khoản (1) Điều 26);
5. An ninh quốc gia[1].